# Usson-du-Poitou
Usson-du-Poitou é uma comuna francesa na região administrativa da Nova Aquitânia, no departamento de Vienne. Estende-se por uma área de 72,64 km². Em 2010 a comuna tinha 1 279 habitantes (densidade: 17,6 hab./km²).